# Sulfat de ferro(III)
El sulfat de ferro(III) (antigament sulfat fèrric), és el compost químic amb la fórmula Fe₂(SO₄)₃, el sulfat de ferro trivalent.Normalment és de color groc, és una sal cristal·lina ròmbica soluble en aigua a la temperatura d'una habitació. Es fa servir en els tints com a mordant, i és un coagulant en els residus industrials. També es fa servir en pigments, i en banys en les indústries de l'alumini i l'acer. En medicina s'usa com astringent i estíptic.

## Presència a la natura
La mikasaita és un mineral que presenta sulfat de ferro(III) dins una amb mescla d'alumini i ferro. Té la fórmula química (Fe3+, Al3+)₂(SO₄)₃. La forma anhidra es presenta rarament i és més comuna els hidrats com per exemple la coquimbita (nonahidratada). També es presenta sulfat de ferro (III) en el mineral alunita.

## Producció
El sulfat de ferro(III) es produeix a gran escala per la reacció de l'àcid sulfúric amb sulfat ferrós i àcid nítric o bé peròxid d'hidrogen (com agents oxidants).
2FeSO₄ + H₂SO₄ + H₂O₂ → Fe₂(SO₄)₃ + 2H₂O

## Exploració de Mart
S'ha detectat sulfat de ferro(III) i jarosita per part de dos vehicles rovers Spirit i Opportunity. Aquestes substàncies indiquen unes altes condicions oxidants que haurien predominat al planeta Mart. El maig de 2009, el rover Spirit va passar sobre una zona amb sulfat de ferro(III) oculta sota un sòl d'aspecte normal. Per la poca cohesió del sulfat de ferro aquest rover va quedar aturat per sempre.